# Сунгатуллина, Зиля Даяновна
Зиля Даяновна Сунгатуллина (род. 1949) — советская и российская оперная певица (лирико-колоратурное сопрано), педагог, профессор, заведующая кафедрой вокального искусства Казанской государственной консерватории им. Н.Г. Жиганова. Народная артистка Российской Федерации (1995).

## Биография
Родилась 30 июля 1949 года в селе Верхние Киги Кигинского района Башкирской АССР:

«Мои бабушки и прабабушки — казанские татары, дед — из знаменитого татарского рода Еникеевых. Он учился в Казани в учительской семинарии, приехав сюда из Пензенской области. Дед был в числе первых просветителей башкирского народа — преподавал русский язык и литературу, и я очень горжусь им. По его примеру я решила ехать учиться в Казань».

В 1973 году окончила Казанскую государственную консерваторию. С этого же года — солистка Татарского государственного академического театра оперы и балета им. М. Джалиля, где проработала по 2009 год. Гастролировала во многих странах мира: Украина, Литва, Турция, Англия, Германия, Чехия, США, Швейцария, Ирландия, Франция, Финляндия и другие.
С 1983 года — преподаватель в Казанской государственной консерватории; с 1998 года — профессор, заведующая кафедрой вокального искусства. Многие её ученики стали лауреатами международных конкурсов. По настоящее время принимает участие в работе жюри конкурсов.
Занимается общественной деятельностью — в 1990-х годах была депутатом городского совета, с 2006 по 2013 год являлась членом Общественной палаты Республик Татарстан.
Замужем, есть сын.

## Творчество
Основной репертуар Зили Сунгатуллиной — оперные партии. За более чем за 36 лет работы её спето около 40 ведущих оперных партий в русском, западно-классическом, национальном репертуаре и свыше 800 камерных произведений.
На сцене она создала образы Татьяны (Чайковский, «Евгений Онегин»), Иоланты (Чайковский, «Иоланта»), Снегурочки (Римский-Корсаков, «Снегурочка»), Марфы (Римский-Корсаков, «Царская невеста»), Тамары (Рубинштейн, «Демон»); исполнила партии Розины (Россини, «Севильский цирюльник»), Дездемоны (Верди, «Отелло»), Джильды (Верди, «Риголетто»), Виолетты (Верди, «Травиата»), Мими (Пуччини, «Богема»), Адины (Доницетти, «Любовный напиток»), Маргариты (Гуно, «Фауст»), Норины (Доницетти, «Дон Паскуале»), Госпожа Зильберкланг (Моцарт, «Директор театра»), Микаэлы (Бизе, «Кармен»), Тамары (Рубинштейн, «Демон») и другие. В татарской национальной опере певицей сыграны: Алтынчач (Жиганов, «Алтынчач»), Галима (Мулюков, «Черноликие»), Гульюзум (Сайдашев, «Наемщик»), Альфия (Валиуллин, «Самат»), Жена поэта (Жиганов, «Джалиль»).

## Награды и звания
- Орден Дружбы (2009).
- Орден «За заслуги перед Республикой Татарстан» (2019).
- Орден «Дуслык» (2024)[6].
- Медаль «В память 300-летия Санкт-Петербурга» (2004).
- Медаль «В память 1000-летия Казани» (2005).
- Народная артистка Российской Федерации (1995).
- Заслуженная артистка РСФСР (1986).
- Народная артистка Татарской АССР (1980).
- Народная артистка Каракалпакской АССР (1980).
- Государственная премия Республики Татарстан имени Габдуллы Тукая (1984).
- Почётная грамота Президента Республики Татарстан (1999).